# Gabriel Alomar Esteve
Gabriel Alomar Esteve (Palma de Mallorca, 28 de octubre de 1910 - Palma de Mallorca, 25 de diciembre de 1997) fue un arquitecto y urbanista español del siglo XX, autor del Plan Alomar de 1943, segunda fase del ensanche de la capital balear.

## Biografía
Se graduó en la Escuela Técnica Superior de Arquitectura de Barcelona en 1934 y en el Instituto Tecnológico de Massachusetts (Estados Unidos) en 1945. Obtuvo el primer premio de arquitectura en la Exposición nacional de Bellas Artes de Barcelona en 1942. Ya desde joven se decantó por el urbanismo, aunque no es hasta después de la Guerra Civil cuando puede ponerlo en práctica, obteniendo en 1941 el primer premio para la realización de la que sería su principal obra: el Plan de reforma y de ordenación de Palma de Mallorca de 1943 o Plan Alomar. 
En 1934 viaja a Alemania y Francia, donde visita y estudia algunas de sus grandes ciudades como Fráncfort y París.
En 1944 completa su formación en Norteamérica, cursando estudios de postgrado en el Massachusetts Institute of Technology (M.I.T.) obteniendo el título en City and Regional Planning. Esta estancia le pone en contacto con cuatro figuras claves en la historia del Urbanismo moderno: Pattrick Geddes, Ebenezer Howard, Lewis Mumford (al que llega a conocer personalmente en alguna conferencia) y Clarences A. Perry.
Regresa a España en 1946, iniciando una actividad teórica importante con la publicación de varios de varios libros con la que pretende trasladar a España la visión del Urbanismo obtenida en EE.UU: Teoría de la ciudad. Ideas fundamentales para un Urbanismo humanista (1947), Comunidad planeada (1955) y Sociología urbanística (1961). Como teórico, colabora también con Pedro Bidagor en las estudios para la confección de un Plan Nacional de Urbanismo así como en el Anteproyecto de la Ley del Suelo de España, o Ley de Régimen del Suelo y de Ordenación Urbana, aprobada en 1956.
También fue profesor de Sociología Urbana en el Instituto de Estudios de Administración Local de Madrid, destacó por su obra a favor de la conservación del patrimonio artístico y arquitectónico, siendo Comisario General del Servicio de Defensa del Patrimonio Artístico Nacional (1963 - 1965), cofundador y vicepresidente del ICOMOS (1967 - 1975) y colaborador del Consejo de Cooperación Cultural para la protección del Patrimonio Cultural de Europa (1965 - 1975), fundador del Museo Etnológico de Muro de Mallorca (1966), impulsor de la creación del Museo de Mallorca en 1968 y reponsable de la restauración de las tumbas de los monarcas del Reino de Mallorca en la Catedral de Palma de Mallorca. 
Es autor de numerosos libros sobre arquitectura, arte y urbanismo, además de los ya citados, como: La reforma de Palma (1950), Pintores de Italia (1300-1800) (1950), Política de principios para la protección de las antiguas ciudades españolas, dentro de la serie Instrucciones para la defensa de los conjuntos histórico-artísticos del Servicio de Defensa del Patrimonio Artístico Nacional del Ministerio de Educación Nacional (1964), Guillem Sagrera y la arquitectura gótica del siglo XV (1970), Memòries d'un urbanista: 1939-1979 (1986), Historia de las Baleares (1979) y De Teotihuacán a Brasilia estudios de historia urbana iberoamericana y filipina (coord.) (1987). El gobierno francés le concedió la medalla de la Orden de las Artes y las Letras, y en 1997 el Consejo Insular de Mallorca le otorgó el primer premio de Urbanismo de Mallorca.
Falleció el 25 de diciembre de 1997, a la edad de 87 años.